# Талпас, Аво Якобович
Аво Якобович Талпас (28 июня 1946, Йыхви, Ида-Вирумаа — 27 ноября 1979, Кохтла-Ярве) — советский борец классического стиля, чемпион и призёр чемпионатов СССР, мастер спорта СССР международного класса (1978). Увлёкся борьбой в 1961 году. В 1968 году выполнил норматив мастера спорта СССР. Участвовал в шести чемпионатах СССР (1971-1978). Победитель международных турниров.

## Спортивные результаты
- Чемпионат СССР по классической борьбе 1973 года — ;
- Чемпионат СССР по классической борьбе 1977 года — ;
- Чемпионат СССР по классической борьбе 1978 года — ;